# 仲田良子
仲田 良子（なかた りょうこ、結婚後の本名・橋本 良子（はしもと りょうこ）、1948年（昭和23年）12月1日 - ）とは、栃木県芳賀郡益子町の益子焼の陶芸家である。
自らの窯は「大平窯」「東山窯」「東山新窯」と呼称していた。
益子町に工場があった「リズム時計工業」に就職した後、リズム時計工業が開窯した「塙陶苑」に入社。塙陶苑の古川隆久・俊子夫妻に指導され修業し「日本工芸会」正会員となり、「陶筥」の作陶を得意としていた陶芸家である。

## 経歴

### しっかり者の看板娘
1948年（昭和23年）12月1日、栃木県益子町に生まれる。
母親は益子町の中心地で小料理屋を営んでいた。その料理屋には夕暮れ時になると様々な人々が集まっていた。その中には益子町に集っていた陶芸家たちやその卵が数多くいた。木村一郎、加守田章二、田村耕一、大宮司崇人、小滝悦郎、成井立歩と成井藤夫の成井兄弟もいた。今振り返れば後の益子焼陶芸家界の錚々たる面々であった。女主人であった母親も面倒見が良く、お酒も好きだったため、店は陶芸家たちのたまり場となり、客も女主人も酔って騒いで夜が更けていった。良子は店の看板娘として人気者であった。例えば店で絵の宿題をやっていると来店していた陶芸家たちが手を加えてしまった。絵付けの専門家たちが手を出すものだから、当然作品は金賞を取ってしまっていた。そんな環境にいたが、当時の益子は不景気な時期であり、良い時代ではなかった。だから良子には陶芸家たちは小料理屋にやってきてはお酒を飲んで騒いで憂さを晴らしているように見え、そんな彼らが酷く悲しく見えた。瀬戸屋＝陶芸家と、同じく店の常連であった学校の教師にだけはなりたくない。良子は子ども心にそう思っていた。
小学校3年生の時に両親が離婚し、母娘の2人きりの生活が始まった。母親は変わらず夜が遅い商売をしていたので、朝、自分で弁当を作り栃木県立真岡女子高等学校へと通っていた。小さく痩せていたが、明るく元気な子だった。小さな頃からいろんな大人たちを見てきたせいか、地味でしっかり者の子どもだった。手に職を付けて母親を支えないと、という子どもの頃からの思いが進学を諦めさせた。そして1967年（昭和42年）、真岡女子高を卒業後、益子町に工場を置いていた「リズム時計工業」（現在の「リズム株式会社」）（今は益子町から撤退している）に就職し工場の検査技師となり、自立する女性の道を選んだ。

### 「塙陶苑」入社と古川隆久・俊子の指導
ちょうどその頃、リズム時計工業の輸出取引が順調に伸びて、工場へ視察する海外からの来客が増えていった。そしてやってきた賓客たちは益子町の名産品であり海外でも有名になりつつあった益子焼を手土産として購入していった。そこでリズム時計工業は賓客用の益子焼を製作するため、東京芸術大学陶芸科出身であった古川隆久・俊子夫妻を益子町に招き、1967年（昭和42年）10月、自社窯元である「塙陶苑」を開窯した。そして良子がリズム時計工業の検査技師になってから1年半が過ぎた頃の1968年（昭和43年）8月、塙陶苑に移り事務員として入社した。
良子は塙陶苑の事務や接客のみならず、窯元の下働きとして陶土の準備などの「焼き物の手伝い」までやらされた。そうしているうちに妻の古川俊子から「窯の中に自分の作品が一つでもいいから入れてみたら、仕事が楽しくなるわよ」と勧められ、古川隆久・俊子夫妻から指導されながら、陶工のタマゴ、そして陶芸家のタマゴとしての仕事が始まった。創作活動という部分では苦労すると思った。けれどもどんな仕事でも大変さには変わりない、と割り切れた。また陶芸の世界への憧れもとくに無かったのも功を奏した。泥に塗れながら肉体労働に勤しみ、テストピースを何個も何度も焼成して釉薬の調合配分と焼成温度を解明していく「データの芸術」である釉薬の解析作業も手伝っていた。こうして作陶の修業をしながら7年間の歳月が流れた。1974年（昭和49年）、俊子に勧められ日本伝統工芸展に出品し、春の新作展と秋の本展の両方に入選した。そしてこれを機に1975年（昭和50年）7月に塙陶苑を退社し「大平窯」を築窯し独立した。
その後、日本伝統工芸展に合わせて4回入選したため、1984年（昭和59年）9月、日本工芸会の正会員となった。

### 「陶筥」の作陶
良子が得意とし、その代名詞的な作品となったのは「陶筥」（陶器製の箱）だった。1980年（昭和55年）には当時の皇太子妃美智子が購入したこともあった。
粘土の板を貼り合わせ筥本体と蓋を作り、凸凹が噛み合うように本体と蓋が接する面にＬ字型の切り込みを入れる。そして化粧泥、布目、釉薬、絵で装飾していく。特に大変なのが蓋をしたままの焼成であり、大きな筥だと歪んで焼成されてしまうため、跡が残らないように勘で支えを上手く入れていく。
陶筥は手間と技術が必要な割に失敗する事が多いため製作する作家が少ないという。それでも良子が作陶する陶筥は、釉薬と絵付けした草花文の色合いが見事であり、良子の本領が一番発揮されていた。

## 参考資料
- 株式会社無尽蔵『益子の陶工　土に生きる人々の語らい』1980年12月20日、54頁。国立国会図書館サーチ：R100000002-I000001494363。
- 下野新聞社『陶源境ましこ 益子の陶工 人と作品』1984年9月27日、88-89,137頁。 NCID BN1293471X。国立国会図書館サーチ：R100000001-I25110924685。
- 室伏哲郎『陶芸事典 Encyclopedia of ceramics』日本美術出版、1991年12月1日、675頁。ISBN 4938376091。
- 下野新聞社『とちぎの陶芸・益子』下野新聞社、1999年10月10日、138-139,223頁。ISBN 9784882861096。 NCID BA44906698。国立国会図書館サーチ：R100000002-I000002841202。
- 近藤京嗣 著、近藤京嗣 編『益子の陶芸家 平成１２年』近藤京嗣（自家出版）、2000年11月、76頁。真岡市立図書館 検索結果、矢板市立図書館 検索結果、大田原市立図書館 検索結果。
- 栃木県文化協会 著、栃木県文化協会栃木県芸術名鑑編集委員会 編『栃木県芸術名鑑 2007 平成十九年版』栃木県文化協会、2007年2月10日、92頁。国立国会図書館サーチ：R100000002-I000008485466。